# Войвож (приток Безволосной)
Войвож (устар. Вой-Вож) — река в России, протекает по Троицко-Печорскому району Республике Коми. Устье реки находится в 1 км по левому берегу реки Безволосная у Комсомольска-на-Печоре. Длина реки составляет 32 км.
Система водного объекта: Безволосная → Печора → Баренцево море.

## Данные водного реестра
По данным государственного водного реестра России относится к Двинско-Печорскому бассейновому округу, водохозяйственный участок реки — Печора от истока до водомерного поста у посёлка Шердино, речной подбассейн реки — Бассейны притоков Печоры до впадения Усы. Речной бассейн реки — Печора.
Код объекта в государственном водном реестре — 03050100112103000058242.